# Blanchefosse-et-Bay
Blanchefosse-et-Bay és un municipi francès situat al departament de les Ardenes i a la regió del Gran Est. L'any 2007 tenia 154 habitants.

## Demografia

### Població
El 2007 la població de fet de Blanchefosse-et-Bay era de 154 persones. Hi havia 68 famílies de les quals 28 eren unipersonals (20 homes vivint sols i 8 dones vivint soles), 20 parelles sense fills, 16 parelles amb fills i 4 famílies monoparentals amb fills.
La població ha evolucionat segons el següent gràfic:
Habitants censats

### Habitatges
El 2007 hi havia 118 habitatges, 72 eren l'habitatge principal de la família, 38 eren segones residències i 9 estaven desocupats. Tots els 115 habitatges eren cases. Dels 72 habitatges principals, 60 estaven ocupats pels seus propietaris, 9 estaven llogats i ocupats pels llogaters i 3 estaven cedits a títol gratuït; 1 tenia una cambra, 11 en tenien tres, 21 en tenien quatre i 39 en tenien cinc o més. 53 habitatges disposaven pel capbaix d'una plaça de pàrquing. A 44 habitatges hi havia un automòbil i a 23 n'hi havia dos o més.

### Piràmide de població
La piràmide de població per edats i sexe el 2009 era:
| Homes | Edats   | Dones |
| ----- | ------- | ----- |
| 0     | 95 o +  | 4     |
| 0     | 90 a 94 | 0     |
| 0     | 85 a 89 | 0     |
| 4     | 80 a 84 | 0     |
| 4     | 75 a 79 | 12    |
| 4     | 70 a 74 | 4     |
| 12    | 65 a 69 | 8     |
| 8     | 60 a 64 | 8     |
| 4     | 55 a 59 | 4     |
| 8     | 50 a 54 | 4     |
| 4     | 45 a 49 | 4     |
| 0     | 40 a 44 | 0     |
| 12    | 35 a 39 | 4     |
| 0     | 30 a 34 | 4     |
| 16    | 25 a 29 | 12    |
| 4     | 20 a 24 | 4     |
| 0     | 15 a 19 | 0     |
| 4     | 10 a 14 | 0     |
| 0     | 5 a 9   | 4     |
| 4     | 0 a 4   | 0     |

## Economia
El 2007 la població en edat de treballar era de 79 persones, 55 eren actives i 24 eren inactives. De les 55 persones actives 48 estaven ocupades (34 homes i 14 dones) i 7 estaven aturades (3 homes i 4 dones). De les 24 persones inactives 13 estaven jubilades, 1 estava estudiant i 10 estaven classificades com a «altres inactius».

### Ingressos
El 2009 a Blanchefosse-et-Bay hi havia 71 unitats fiscals que integraven 153 persones, la mediana anual d'ingressos fiscals per persona era de 12.829 €.

### Activitats econòmiques
Dels 3 establiments que hi havia el 2007, 2 eren d'empreses d'hostatgeria i restauració i 1 d'una empresa de serveis.
L'any 2000 a Blanchefosse-et-Bay hi havia 22 explotacions agrícoles que ocupaven un total de 1.140 hectàrees.

## Poblacions més properes
El següent diagrama mostra les poblacions més properes.